# Долгодворов, Денис Николаевич
Денис Николаевич Долгодворов (род. 1 мая 1982 года, Чусовой) — российский фристайлист, мастер спорта России международного класса. 
Денис Долгодворов является двоюродным братом российской фристайлистке Екатерине Столяровой. Его первым тренером стал её отец заслуженный тренер СССР по фристайлу Андрей Столяров. Денис входит в сборную России по фристайлу, с 2002 года и специализируется в могуле. Его первым стартом в рамках этапа Кубка Мира стал могул в финской Руке 6 декабря 2003 года. В 2010 году Денис принимал участие в Зимних Олимпийских Играх в Ванкувере(Канада) и в мужском могуле показал результат 23.59, позволивший ему занять 13-е место.
Долгодворов окончил Томский государственный педагогический университет, сейчас живёт в Сочи.